# Combretum kraussii
Combretum kraussii là một loài thực vật có hoa trong họ Trâm bầu. Loài này được Hochst. mô tả khoa học đầu tiên năm 1844.